# Уэнздей Аддамс
Уэ́нздей Фра́йдей А́ддамс (англ. Wednesday Friday Addams) — дочь семейки Аддамс, созданная карикатуристом Чарльзом Аддамсом. Она — единственная дочь Гомеса и Мортиши Аддамсов и сестра Пагсли Аддамса и Пуберта Аддамса (в фильме «Семейные ценности Аддамсов»).
В иллюстрациях Аддамса, впервые появившихся в The New Yorker, у Уэнздей, как и у других членов семьи не было имени, имя ей подобрали при адаптации персонажа к телевизионному сериалу 1964 года. Имя «Уэнздей» (Среда) дано с намёком на известную английскую песенку для детей, а именно на строчку «Тот, кто в среду был рождён, горьким горем будет полн» («ребёнок в среду полон горя»). Само имя для девочки предложил производитель игрушек, который выпустил перед дебютом сериала игрушечную Семейку Аддамс в стиле оригинальных комиксов.

## Описание
Наиболее примечательными особенностями Уэнздей являются её бледная кожа и длинные темные двойные косы-виселицы. У неё очень высокий лоб, черные брови, маленький нос. Она редко проявляет эмоции, и, как правило, депрессивна. Уэнздей обычно носит чёрное платье с белым воротником, чёрными чулками и чёрными туфлями.

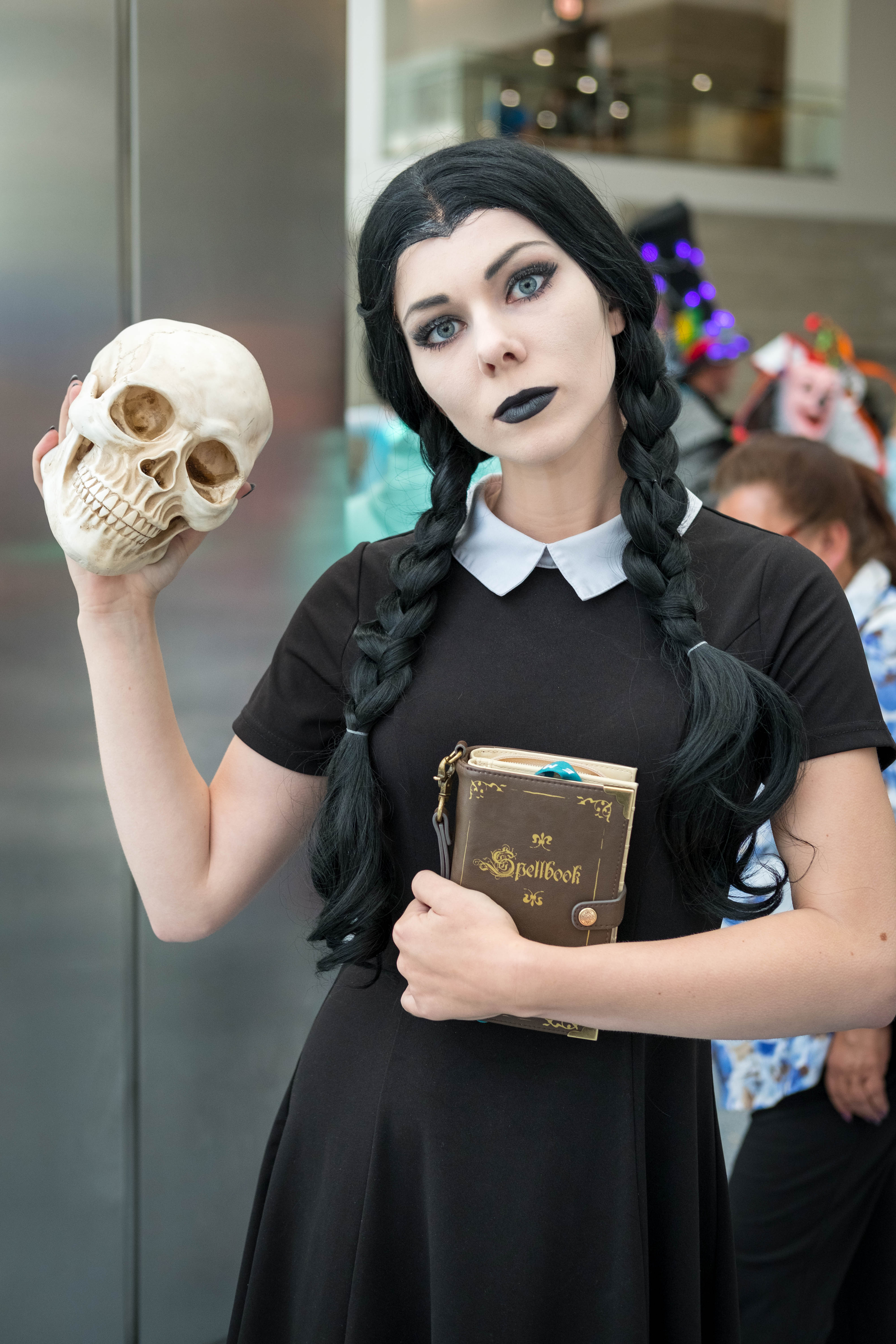
Косплей на Уэнздей на фестивале WonderCon в 2016 году

## Характеристика

### По фильмам

#### Семейка Аддамс(1991)
В фильме 1991 года Уэнздей — дочь Аддамсов. Она сильно выросла и ей уже 10 лет. Призывала дядю Фестера, чтобы он вернулся. Фестер (Гордон), рассказав, что пришел из Бермудского треугольника, полностью опровергнула этот факт, говоря, что из него никто не возвращается. Самозванец помогает ей и Пагсли в школьном спектакле. Во время бала танцевала, но пропустила «Мамушку». В это время она выяснила, что Фестер ненастоящий и убежала в колокольню Аддамсов (там же и заснула). Когда её разбудили она всё рассказала. Позже выяснилось, что это и был дядя Фестер с амнезией.

#### Семейные ценности Аддамсов(1993)
Уэнздей — старшая дочь Аддамсов. После того как родился сын Пуберт она пыталась любыми способами его убить веря в то, что «Когда рождается новый ребёнок — один из старших должен умереть». Позже ей доказывают, что это просто легенда. После появления няни Дебби, стала следить за ребёнком, чтобы он не превратился в нормального. Из-за этой слежки Дебби отправляет её и Пагсли в детский лагерь. Там она знакомится с Джоэлем, которого в будущем позовет на свадьбу Фестера и Дебби. Когда главы лагеря объявляют спектакль «Первый День Благодарения», то сказали, что Уэнздей будет играть роль Покахонтас. Во время спектакля она сжигает сцену и привязывает Аманду к столбу, пытаясь её тоже сжечь, как Жанну Д’Арк. Позже сбегает из лагеря домой к родителям, говоря, что там в лагере была настоящая пытка.

#### Воссоединение семейки Аддамс(1998)
В фильме «Воссоединение семейки Аддамс» Уэнздей является старшей среди всех детей. Когда появились её бабушка и дедушка, они ей подарили кукол, одной из которых потом оторвала голову. Во время приезда в отель «Первоцвет» она познакомилась с девочкой-ботаншей, в которую влюбляется Пагсли. Они находят что-то общее и играют с ней. Когда семью Аддамс арестовали, её и брата усыновила женщина, сказав, что «Воспитает из них достойных детей». Позже её деточек они чуть не убили. Потом она возвращается в свою семью.

### По мультфильму

#### Семейка Аддамси продолжениеСемейка Аддамс: Горящий тур
Старшая среди детей Аддамсов. Уэнздей обожает мучить своего любимого младшего брата Пагсли. Когда она не занята братом, она обычно занимается обезглавливанием своих кукол и ухаживанием за своим осьминогом Сократом. В свои двенадцать лет Уэнздей мудра не по годам, она дерзка и смела — и готова на всё, чтобы защитить свою семью.

### По сериалам

#### Семейка Аддамс(1964—1966)
В самом первом сериале 1964 года. Уэнздей маленькая, имеет раздвинутые зубы. Её любимая игрушка — кукла Мария Антуанетта, которой Пагзли по её просьбе убрал голову гильотиной. Также рисует картины и занимается балетом (эпизод «Ларч учится танцевать»), и пишет стихотворение своему пауку. Также она может переломить отца с помощью дзюдо. Её в первой серии отправляют в школу, но она возвращается домой, говоря, что там убивают драконов в сказках.

#### Семейка Аддамс(1992—1993)
В этом мультсериале характер Уэнздей был смягчен, чтобы не пугать детей. Здесь с ней связано много разных историй. Во 2 сезоне её и Пагзли начали пускать к обычным людям. Она не странная, а наоборот обычная девочка.

#### Уэнздей(2022)
Уэнздей — одна из членов семейки Аддамс, она старше своей версии из фильмов и сериалов. Отмечает своё 16-летие в середине 1 сезона. Студентка академии «Невермор». Умна не по годам. Использует свои способности, чтобы разгадывать разные тайны. Несмотря на свой отстранённый и малоэмоциональный вид, она готова на всё, чтобы защитить свою семью. Например, она жестоко мстит школьным обидчикам брата и спасает своего отца от тюрьмы.
Умеет фехтовать, играет на виолончели, знает итальянский, аргументируя это тем, что это родной язык Макиавелли, и обладает экстрасенсорными способностями, так же как и её мать Мортиша. На момент начала 1 сезона имеет напряжённые отношения со своей матерью Мортишей, со временем их отношения налаживаются. Мортиша даёт Уэнздей совет по её способностям медиума. На протяжении 1 сезона пишет собственную книгу, стремясь превзойти Мэри Шелли, которая написала свою первую книгу в 19 лет.